# Ferdinando Maria de Rossi
Ferdinando Maria de Rossi (né le 3 août 1696 à Cortone, dans l'actuelle province d'Arezzo, en  Toscane, alors dans les États pontificaux et mort le 4 février 1775 à Rome) est un cardinal italien du XVIIIe siècle.

## Biographie
Ferdinando Maria de Rossi exerce diverses fonctions au sein de la Curie romaine.  Il est nommé archevêque titulaire de Tarse en 1739 et promu patriarche latin de Constantinople  en 1751.
Le pape Clément XIII le crée cardinal lors du consistoire du 24 septembre 1759.
Le cardinal Rossi est préfet de la Congrégation du Concile en 1759, camerlingue du Collège des cardinaux en 1765 et vicaire générale de Rome. Il participe au conclave de 1769, lors duquel Clément XIV est élu pape, mais ne participe pas à celui de 1774-1775 (élection de Pie VI) pour des raisons de santé. Il meurt pendant ce conclave.

### Sources
- Fiche du cardinal Ferdinando Maria de Rossi sur le site fiu.edu